# 火の鳥 (渡辺はま子の曲)
「火の鳥」（ひのとり）は、1950年10月に発売された渡辺はま子・宇都美清のシングル。

## 概要
川口松太郎の同名小説を映画化した、大映映画『火の鳥』の主題歌である。1951年1月〜3月に3万5000枚を売り上げるヒット曲になった。
NHKの公式資料では、渡辺は1952年の『第2回NHK紅白歌合戦』の紅組トリで表題曲を歌唱したとなっている。しかし合田道人の著書では、同回の渡辺は「桑港のチャイナ街」を歌唱し紅組トリを務めたと記されている。

## 収録
オリジナル盤SPレコード（ビクター V-40506）
全曲、作詞：佐伯孝夫、作曲・編曲：佐々木俊一
1. 火の鳥
  - 大映映画『火の鳥』主題歌
2. 君呼ぶ夢の花
  - 渡辺はま子のソロ曲
  - 大映映画『火の鳥』主題歌